# Cuộc phiêu lưu của Scooby-Doo!
Cuộc phiêu lưu của Scooby-Doo! (tựa tiếng Anh: Scoob!) là một bộ phim hoạt hình vi tính hài bí ẩn của Mỹ năm 2020 dựa trên loạt phim Scooby-Doo của Hanna-Barbera, sản xuất bởi Warner Animation Group, và phân phối bởi Warner Bros. Pictures. Đây là một bản reboot của sê-ri phim Scooby-Doo và là phần phim thứ ba dựa trên các nhân vật, sau Scooby-Doo (2002) và Scooby-Doo 2: Monsters Unleashed (2004).
Kế hoạch cho phim Scooby-Doo mới bắt đầu từ tháng 6 năm 2014, nơi Warner Bros. thông báo rằng họ muốn làm bản reboot của sê-ri phim Scooby-Doo với bộ phim hoạt hình. Tony Cervone đã đạo diễn cho phim vào tháng 8 năm 2015, với Dax Shepard muốn đạo diễn vào tháng 9 năm 2016, nhưng không còn dài một phần của dự án từ tháng 10 năm 2018.
Cuộc phiêu lưu của Scooby-Doo! đã công bố lịch công chiếu tại các rạp trên toàn quốc là 15 tháng 5 năm 2020. Nhưng ảnh hưởng của đại dịch COVID-19 làm cho tất cả các rạp đều phải đóng cửa trên toàn quốc, Warner Bros. làm một bộ phim khả dụng để công chiếu kỹ thuật số tại Hoa Kỳ cùng ngày để nó đặt kế hoạch công chiếu tại các rạp. Nó công chiếu tại các quốc gia lựa chọn bắt đầu từ tháng 7 năm 2020 và công chiếu tại Hoa Kỳ bắt đầu từ 21 tháng 5 năm 2021 trong 3 ngày. Nó nhận được nhiều phản hồi từ nhà phê bình, nhưng cũng có giá trị tích cực đối với trẻ em.

## Lồng tiếng
- Will Forte vai Shaggy Rogers
- Frank Welker vai Scooby-Doo
- Zac Efron vai Fred Jones
- Amanda Seyfried vai Daphne Blake
- Gina Rodriguez vai Velma Dinkley
- Mark Wahlberg vai Blue Falcon
- Ken Jeong vai Dynomutt
- Kiersey Clemons vai Dee Dee Skyes
- Tracy Morgan vai Captain Caveman
- Jason Isaacs vai Dick Dastardly
- Simon Cowell
- Christina Hendricks vai Officer Jaffe
- Henry Winker vai Keith